# Lista de países por ponto mais alto

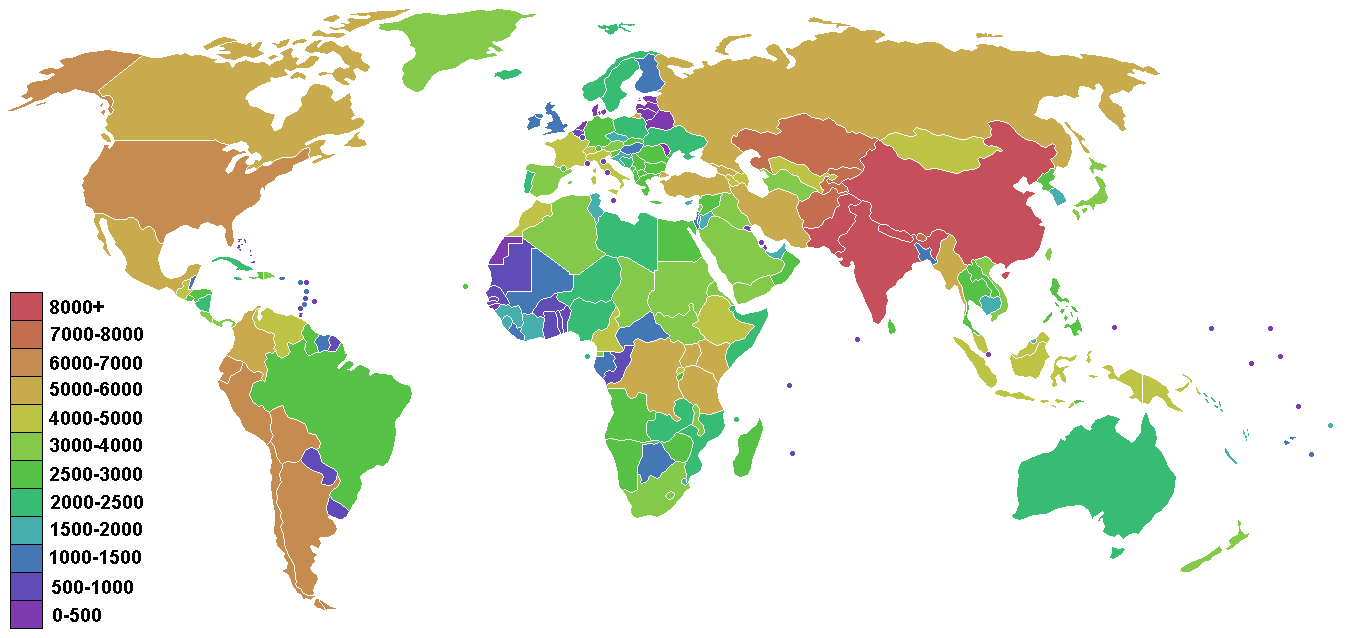
Mapa temático de países por ponto mais alto no seu território

Esta é uma lista de países ordenada pelo ponto mais alto.
A lista inclui os estados soberanos e também, em itálico e não numerados, colónias e territórios autónomos ou não independentes que não são estados soberanos, e que habitualmente surgem individualizados nas listas de territórios.
Em alguns casos, o ponto mais alto de um país pode mesmo ser fora da metrópole ou território principal (casos da Dinamarca, Reino dos Países Baixos, Austrália e de Portugal).
Para certas montanhas, a medição rigorosa da altitude é extremamente difícil. Modernas técnicas como o GPS diferencial ou o recurso a dados da missão SRTM permitem corrigir ou, pelo menos, estimar, alguns dos erros mais comuns na avaliação das altitudes ortométricas.
| Ordem    | País                                   | Ponto mais alto                                           | Altitude                          | Observações                                                              |
| -------- | -------------------------------------- | --------------------------------------------------------- | --------------------------------- | ------------------------------------------------------------------------ |
| 1        | Nepal China                            | Monte Everest                                             | 8848 m (gelo) / 8844,43 m (rocha) | Montanha mais alta da Terra                                              |
| 3        | Paquistão                              | K2                                                        | 8611 m                            |                                                                          |
| 4        | Índia ver nota                         | Kangchenjunga                                             | 8586 m                            |                                                                          |
| 5        | Butão                                  | Gangkhar Puensum                                          | 7570 m                            |                                                                          |
| 6        | Tajiquistão                            | Pico Ismail Samani                                        | 7495 m                            |                                                                          |
| 7        | Afeganistão                            | Noshaq                                                    | 7492 m                            |                                                                          |
| 8        | Quirguistão                            | Pico Jengish Chokusu                                      | 7439 m                            |                                                                          |
| 9        | Cazaquistão                            | Khan Tengri                                               | 7010 m                            |                                                                          |
| 10       | Argentina                              | Aconcágua                                                 | 6960 m                            | Ponto mais alto da América, do Hemisfério Ocidental e do Hemisfério Sul. |
| 11       | Chile                                  | Ojos del Salado                                           | 6880 m                            | Vulcão ativo mais alto                                                   |
| 12       | Peru                                   | Huascarán                                                 | 6768 m                            | Ponto mais alto na região tropical                                       |
| 13       | Bolívia                                | Nevado Sajama                                             | 6542 m                            |                                                                          |
| 14       | Equador                                | Monte Chimborazo                                          | 6267 m                            | Ponto à superfície da Terra mais longínquo do centro do planeta.         |
| 15       | Estados Unidos                         | Monte McKinley                                            | 6168 m                            | Ponto mais alto da América do Norte                                      |
| 16       | Canadá                                 | Maciço Logan                                              | 5959 m                            |                                                                          |
| 17       | Tanzânia                               | Kilimanjaro                                               | 5891,8 m                          | Ponto mais alto da África                                                |
| 18       | Mianmar                                | Hkakabo Razi                                              | 5881 m                            |                                                                          |
| 19       | Colômbia                               | Pico Cristóbal Colón ou Pico Simón Bolívar                | ambos 5775 m                      |                                                                          |
| 20       | Rússia                                 | Monte Elbrus                                              | 5642 m                            | Ponto mais alto da Europa                                                |
| 21       | México                                 | Pico de Orizaba                                           | 5636 m                            |                                                                          |
| 22       | Irão                                   | Monte Damavand                                            | 5610 m                            | Ponto mais alto do Médio Oriente e vulcão mais alto da Ásia              |
| 23       | Quénia                                 | Monte Quénia                                              | 5199 m                            |                                                                          |
| 24       | Geórgia                                | Monte Xecara                                              | 5193 m                            |                                                                          |
| 25       | Turquia                                | Monte Ararate                                             | 5137 m                            |                                                                          |
| 26       | Uganda Rep. Dem. do Congo              | Pico Margarida (Monte Stanley)                            | 5110 m                            |                                                                          |
| 28       | Venezuela                              | Pico Bolívar (La Columna)                                 | 4981 m                            |                                                                          |
| n.a.     | Antártida                              | Maciço Vinson                                             | 4892 m                            | Ponto mais alto da Antártida                                             |
| 29       | Indonésia                              | Pirâmide Carstensz (Puncak Jaya)                          | 4884 m                            | Ponto mais alto da Oceania e ponto mais alto numa ilha                   |
| 30       | França                                 | Monte Branco                                              | 4810 m                            |                                                                          |
| 30 ou 31 | Itália ver nota                        | Monte Branco ou Monte Branco de Courmayeur                | 4810 m ou 4748 m                  |                                                                          |
| 32       | Uzbequistão                            | Khazret Sultan                                            | 4643 m                            |                                                                          |
| 33       | Suíça                                  | Dufourspitze (Monte Rosa)                                 | 4634 m                            |                                                                          |
| 34       | Etiópia                                | Ras Dashan                                                | 4550 m                            |                                                                          |
| 35       | Ruanda                                 | Monte Karisimbi                                           | 4519 m                            |                                                                          |
| 36       | Papua-Nova Guiné                       | Monte Wilhelm                                             | 4509 m                            |                                                                          |
| 37       | Azerbaijão                             | Bazarduzu Dagi                                            | 4485 m                            |                                                                          |
| 38       | Mongólia                               | Pico Khüiten (Tavan Bogd Uul)                             | 4374 m                            |                                                                          |
| 39       | Guatemala                              | Monte Tajumulco                                           | 4220 m                            | Ponto mais alto da América Central                                       |
| 40       | Marrocos                               | Jbel Toubkal                                              | 4165 m                            |                                                                          |
| 41       | Malásia                                | Gunung Kinabalu                                           | 4095 m                            |                                                                          |
| 42       | Arménia                                | Monte Aragats                                             | 4090 m                            |                                                                          |
| 43       | Camarões                               | Monte Fako ou Monte Camarões                              | 4040 m                            |                                                                          |
| 44       | Taiwan                                 | Yu Shan                                                   | 3952 m                            |                                                                          |
| 45       | Costa Rica                             | Cerro Chirripo                                            | 3810 m                            |                                                                          |
| 46       | Áustria                                | Großglockner                                              | 3797 m                            |                                                                          |
| 47       | Japão                                  | Monte Fuji                                                | 3776 m                            |                                                                          |
| 48       | Nova Zelândia                          | Aoraki/Monte Cook                                         | 3754 m                            |                                                                          |
| 49       | Espanha                                | Teide                                                     | 3718 m                            |                                                                          |
| 50       | Gronelândia (Dinamarca)                | Gunnbjørn                                                 | 3700 m                            |                                                                          |
| 51       | Iémen                                  | Jabal an Nabi Shu'ayb                                     | 3666 m                            |                                                                          |
| 52       | Iraque                                 | Cheekah Dar                                               | 3611 m                            |                                                                          |
| 53       | Lesoto                                 | Thabana Ntlenyana                                         | 3482 m                            |                                                                          |
| 54       | Panamá                                 | Volcan de Chiriqui                                        | 3475 m                            |                                                                          |
| 55       | África do Sul                          | Mafadi                                                    | 3450 m                            |                                                                          |
| 56       | Chade                                  | Emi Koussi                                                | 3445 m                            |                                                                          |
| 57       | Sudão do Sul                           | Kinyeti                                                   | 3187 m                            |                                                                          |
| 58       | Vietname                               | Fan Si Pan                                                | 3143 m                            |                                                                          |
| 59       | Turcomenistão                          | Gora Ayribaba                                             | 3139 m                            |                                                                          |
| 60       | República Dominicana                   | Pico Duarte                                               | 3098 m                            |                                                                          |
| 61       | Líbano                                 | Qurnat as Sawda'                                          | 3088 m                            |                                                                          |
| 62       | Reunião (França)                       | Piton des Neiges                                          | 3069 m                            |                                                                          |
| 63       | Sudão                                  | Deriba                                                    | 3042 m                            |                                                                          |
| 64       | Eritreia                               | Soira                                                     | 3018 m                            |                                                                          |
| 65       | Guiné Equatorial                       | Pico Basilé                                               | 3008 m                            |                                                                          |
| 66       | Argélia                                | Monte Tahat                                               | 3003 m                            |                                                                          |
| 67       | Maláui                                 | Sapitwa (no maciço Mulanje)                               | 3002 m                            |                                                                          |
| 68       | Arábia Saudita                         | não definido, possivelmente Jabal Sawda                   | c. 3000 m                         |                                                                          |
| 69       | Brasil                                 | Pico da Neblina                                           | 2995 m                            | [ 1 ]                                                                    |
| 70       | Omã                                    | Jabal Shams                                               | 2980 m                            |                                                                          |
| 71       | Timor-Leste                            | Foho Tatamailau                                           | 2963 m                            |                                                                          |
| 72       | Alemanha                               | Zugspitze                                                 | 2962 m                            |                                                                          |
| 73       | Filipinas                              | Monte Apo                                                 | 2954 m                            |                                                                          |
| 74       | Andorra                                | Coma Pedrosa                                              | 2942 m                            |                                                                          |
| 75       | Bulgária                               | Musala                                                    | 2925 m                            |                                                                          |
| 76       | Grécia                                 | Monte Olimpo                                              | 2919 m                            |                                                                          |
| 77       | Madagáscar                             | Maromokotro                                               | 2876 m                            |                                                                          |
| 78       | Honduras                               | Cerro Las Minas                                           | 2870 m                            |                                                                          |
| 79       | Eslovénia                              | Monte Triglav                                             | 2864 m                            |                                                                          |
| 80       | Cabo Verde                             | Pico do Fogo                                              | 2829 m                            |                                                                          |
| 81       | Laos                                   | Phou Bia                                                  | 2817 m                            |                                                                          |
| 82       | Síria                                  | Monte Hermon                                              | 2814 m                            |                                                                          |
|          | Macedônia do Norte                     | Golem Korab (Maja e Korabit)                              | 2764 m                            |                                                                          |
|          | Albânia                                | Golem Korab (Maja e Korabit)                              | 2764 m                            |                                                                          |
| 83       | Guiana                                 | Monte Roraima                                             | 2750 m                            |                                                                          |
| 84       | Austrália                              | Pico Mawson, na ilha Heard                                | 2745 m                            |                                                                          |
| 85       | Coreia do Norte                        | Paektu-san                                                | 2744 m                            |                                                                          |
| 86       | El Salvador                            | Cerro El Pital                                            | 2730 m                            |                                                                          |
| 87       | Burundi                                | a sudeste do Monte Heha                                   | 2684 m                            |                                                                          |
| 88       | Haiti                                  | Pic la Selle                                              | 2680 m                            |                                                                          |
| 89       | Sérvia Cossovo                         | Ðeravica                                                  | 2656 m                            |                                                                          |
| 91       | Eslováquia                             | Gerlachovský štít                                         | 2655 m                            |                                                                          |
| 92       | Egito                                  | Monte Santa Catarina                                      | 2629 m                            |                                                                          |
| 93       | Angola                                 | Morro de Moco                                             | 2620 m                            |                                                                          |
| 94       | Namíbia                                | Monte Brandberg                                           | 2606 m                            |                                                                          |
| 95       | Listenstaine                           | Grauspitz                                                 | 2599 m                            |                                                                          |
| 96       | Zimbábue                               | Inyangani                                                 | 2592 m                            |                                                                          |
| 97       | Tailândia                              | Doi Inthanon                                              | 2576 m                            |                                                                          |
| 98       | Roménia                                | Monte Moldoveanu                                          | 2544 m                            |                                                                          |
| 99       | Montenegro                             | Zla Kolata                                                | 2534 m                            |                                                                          |
| 100      | Seri Lanca                             | Pidurutalagala                                            | 2524 m                            |                                                                          |
| 101      | Polónia                                | Rysy                                                      | 2499 m                            |                                                                          |
| 102      | Noruega                                | Galdhøpiggen                                              | 2469 m                            |                                                                          |
| 103      | Somália                                | Shimbiris                                                 | 2450 m*                           |                                                                          |
| 104      | Nicarágua                              | Mogotón                                                   | 2438 m                            |                                                                          |
| 105      | Moçambique                             | Monte Binga                                               | 2436 m                            |                                                                          |
| 106      | Nigéria                                | Chappal Waddi                                             | 2419 m                            |                                                                          |
| 107      | Bósnia e Herzegovina                   | Maglić                                                    | 2386 m                            |                                                                          |
| 108      | Comores                                | Karthala                                                  | 2360 m                            |                                                                          |
| 109      | Açores (Portugal)                      | Montanha do Pico                                          | 2351 m                            | Ponto mais alto de Portugal                                              |
| 110      | Zâmbia (ver nota)                      | Mafinga Central em Mafinga Hills                          | 2339 m                            |                                                                          |
| 111      | Ilhas Salomão                          | Monte Popomanaseu                                         | 2335 m                            |                                                                          |
| 112      | Líbia                                  | Bikku Bitti                                               | 2267 m                            |                                                                          |
| 113      | Jamaica                                | Pico Blue Mountain                                        | 2256 m                            |                                                                          |
|          | Polinésia Francesa (França)            | Monte Orohena                                             | 2241 m                            |                                                                          |
| 114      | Suécia                                 | Kebnekaise                                                | 2111 m                            |                                                                          |
| 115      | Islândia                               | Hvannadalshnúkur                                          | 2110 m                            |                                                                          |
| 116      | Ucrânia                                | Hoverla                                                   | 2061 m                            |                                                                          |
|          | Santa Helena (Reino Unido)             | Pico Queen Mary em Tristão da Cunha                       | 2060 m                            |                                                                          |
| 117      | Djibuti                                | Moussa Ali                                                | 2028 m                            |                                                                          |
| 118      | São Tomé e Príncipe                    | Pico de São Tomé                                          | 2024 m                            |                                                                          |
| 119      | Níger                                  | Monte Idoukal-n-Taghès                                    | 2022 m                            |                                                                          |
| 120      | Cuba                                   | Pico Turquino                                             | 2005 m                            |                                                                          |
|          | Portugal                               | Serra da Estrela                                          | 1993 m                            | Ponto mais alto de Portugal Continental                                  |
| 121      | Chipre                                 | Monte Olimpo                                              | 1951 m                            |                                                                          |
| 122      | Coreia do Sul                          | Halla-san                                                 | 1950 m                            |                                                                          |
| 123      | Serra Leoa                             | Monte Bintumani (Loma Mansa)                              | 1948 m                            |                                                                          |
| 124      | Vanuatu                                | Monte Tabwemasana                                         | 1877 m                            |                                                                          |
| 125      | Essuatíni                              | Emlembe                                                   | 1862 m                            |                                                                          |
| 126      | Samoa                                  | Mauga Silisili (Savaii)                                   | 1857 m                            |                                                                          |
| 127      | Jordânia                               | Jabal Umm ad Dami                                         | 1854 m                            |                                                                          |
| 128      | Brunei                                 | Bukit Pagon                                               | 1850 m                            |                                                                          |
| 129      | Croácia                                | Dinara                                                    | 1830 m                            |                                                                          |
| 130      | Camboja                                | Phnum Aoral                                               | 1810 m                            |                                                                          |
| 131      | Costa do Marfim                        | Monte Nimba                                               | 1752 m                            |                                                                          |
| 131      | Guiné                                  | Monte Nimba                                               | 1752 m                            |                                                                          |
|          | Esvalbarde (Noruega)                   | Newtontoppen                                              | 1717 m                            |                                                                          |
|          | Nova Caledónia (França)                | Monte Panié                                               | 1628 m                            |                                                                          |
| 133      | Chéquia                                | Snežka                                                    | 1602 m                            |                                                                          |
| 134      | Tunísia                                | Jebel ech Chambi                                          | 1544 m                            |                                                                          |
| 135      | Emirados Árabes Unidos                 | Jabal Yibir                                               | 1527 m                            |                                                                          |
| 136      | Botsuana                               | Otse Hill                                                 | 1491 m                            |                                                                          |
|          | Guadalupe (França)                     | La Grande Soufrière                                       | 1484 m                            |                                                                          |
| 137      | Dominica                               | Morne Diablotins                                          | 1447 m                            |                                                                          |
| 138      | Libéria                                | Monte Wuteve                                              | 1440 m*                           |                                                                          |
| 139      | República Centro-Africana              | Monte Ngaoui                                              | 1420 m                            |                                                                          |
|          | Martinica (França)                     | Montagne Pelee                                            | 1397 m                            |                                                                          |
| 140      | Reino Unido                            | Ben Nevis                                                 | 1343 m                            |                                                                          |
|          | Porto Rico (EUA)                       | Cerro de Punta                                            | 1338 m                            |                                                                          |
| 141      | Finlândia                              | Halti                                                     | 1328 m                            |                                                                          |
| 142      | Fiji                                   | Tomanivi                                                  | 1324 m                            |                                                                          |
| 143      | São Vicente e Granadinas               | Soufrière                                                 | 1234 m                            |                                                                          |
| 144      | Suriname                               | Julianatop                                                | 1230 m                            |                                                                          |
| 145      | Israel                                 | Har Meron ou Monte Hermonver nota                         | 1208 m ou 2814 m                  |                                                                          |
| 146      | São Cristóvão e Neves                  | Monte Liamuiga                                            | 1156 m                            |                                                                          |
| 147      | Mali                                   | Hombori Tondo                                             | 1155 m                            |                                                                          |
| 148      | Belize                                 | Doyle's Delight                                           | 1124 m                            |                                                                          |
| 149      | Gabão                                  | Monte Bengoué                                             | 1070 m*                           |                                                                          |
| 150      | Bangladexe                             | Mowdok Mual                                               | 1052 m                            |                                                                          |
| 151      | Irlanda                                | Carrauntoohil                                             | 1041 m                            |                                                                          |
| 152      | Tonga                                  | local sem nome atribuído na Ilha Kao                      | 1033 m                            |                                                                          |
|          | Cisjordânia                            | Tall Asur                                                 | 1022 m                            |                                                                          |
| 153      | República do Congo                     | Monte Nabeba                                              | 1020 m                            |                                                                          |
| 154      | Hungria                                | Kékes                                                     | 1014 m                            |                                                                          |
| 155      | Togo                                   | Monte Agou                                                | 986 m                             |                                                                          |
|          | Samoa Americana (E.U.A.)               | Lata                                                      | 966 m                             |                                                                          |
|          | Ilhas Marianas do Norte (E.U.A.)       | local sem nome atribuído em Agrihan                       | 965 m                             |                                                                          |
|          | Hong Kong (Rep. Pop. China)            | Tai Mo Shan                                               | 958 m                             |                                                                          |
| 156      | Santa Lúcia                            | Monte Gimie                                               | 950 m                             |                                                                          |
| 157      | Trindade e Tobago                      | El Cerro del Aripo                                        | 940 m                             |                                                                          |
| 158      | Mauritânia                             | Kediet Ijill                                              | 915 m                             |                                                                          |
|          | Monserrate (Reino Unido)               | Pico Chances, nas Colinas Soufrière                       | 914 m                             |                                                                          |
| 159      | Seicheles                              | Morne Seychellois                                         | 905 m                             |                                                                          |
|          | Ilhas Faroe (Dinamarca)                | Slættaratindur                                            | 882 m                             |                                                                          |
| 160      | Gana                                   | Monte Afadjato                                            | 880 m                             |                                                                          |
|          | Guiana Francesa (França)               | Bellevue de l'Inini                                       | 851 m                             |                                                                          |
| 161      | Paraguai                               | Cerro Peró (ou Cerro Tres Kandu)                          | 842 m                             |                                                                          |
| 162      | Granada                                | Monte Santa Catarina                                      | 840 m                             |                                                                          |
| 163      | Maurícia                               | Mont Piton                                                | 828 m                             |                                                                          |
| 164      | Estados Federados da Micronésia        | Dolohmwar (Totolom)                                       | 791 m                             |                                                                          |
|          | Wallis e Futuna (França)               | Monte Singavi                                             | 765 m                             |                                                                          |
| 165      | San Marino                             | Monte Titano                                              | 755 m                             |                                                                          |
| 166      | Burquina Fasso                         | Tena Kourou                                               | 749 m                             |                                                                          |
|          | Ilhas Malvinas (Reino Unido)           | Monte Usborne                                             | 705 m                             |                                                                          |
| 167      | Bélgica                                | Signal de Botrange                                        | 694 m                             |                                                                          |
|          | Maiote (França)                        | Benara                                                    | 660 m                             |                                                                          |
| 168      | Benim                                  | Monte Sokbaro                                             | 658 m                             |                                                                          |
|          | Ilhas Cook (Nova Zelândia)             | Te Manga                                                  | 652 m                             |                                                                          |
|          | Ilha de Man (Reino Unido)              | Snaefell                                                  | 621 m                             |                                                                          |
| 169      | Senegal                                | local sem nome atribuído perto de Nepen Diakha            | 581 m                             |                                                                          |
| 170      | Luxemburgo                             | Kneiff                                                    | 560 m                             |                                                                          |
|          | Ilhas Virgens Britânicas (Reino Unido) | Monte Sage                                                | 521 m                             |                                                                          |
| 171      | Uruguai                                | Cerro Catedral                                            | 514 m                             |                                                                          |
|          | Ilhas Virgens Americanas (E.U.A.)      | Monte Crown                                               | 474 m                             |                                                                          |
|          | Saara Ocidental                        | local sem nome atribuído                                  | 463 m                             |                                                                          |
| 172      | Moldávia                               | Dealul Balanesti                                          | 430 m                             |                                                                          |
|          | Gibraltar (Reino Unido)                | Rochedo de Gibraltar                                      | 426 m                             |                                                                          |
|          | Guam (E.U.A.)                          | Monte Lamlam                                              | 406 m                             |                                                                          |
| 173      | Antiga e Barbuda                       | Monte Obama                                               | 402 m                             |                                                                          |
|          | Ilha do Natal (Austrália)              | Murray Hill                                               | 361 m                             |                                                                          |
|          | Ilhas Pitcairn (Reino Unido)           | Pawala Valley Ridge                                       | 347 m                             |                                                                          |
| 174      | Bielorrússia                           | Dzyarzhynskaya Hara                                       | 346 m                             |                                                                          |
| 175      | Barbados                               | Monte Hillaby                                             | 336 m                             |                                                                          |
| 176      | Países Baixos                          | Vaalserberg                                               | 322 m                             |                                                                          |
|          | Ilha Norfolque (Austrália)             | Monte Bates                                               | 319 m                             |                                                                          |
| 177      | Estónia                                | Suur Munamägi                                             | 318 m                             |                                                                          |
| 178      | Letónia                                | Gaiziņkalns                                               | 312 m                             |                                                                          |
| 179      | Kuwait                                 | local sem nome atribuído                                  | 306 m                             |                                                                          |
| 180      | Guiné-Bissau                           | local sem nome atribuído no nordeste do país              | 300 m                             |                                                                          |
| 181      | Lituânia                               | Aukštojas Hill                                            | 294 m                             |                                                                          |
| 182      | Malta                                  | Ta'Dmejrek                                                | 253 m                             |                                                                          |
| 183      | Palau                                  | Monte Ngerchelchuus                                       | 242 m                             |                                                                          |
|          | São Pedro e Miquelão (França)          | Morne de la Grande Montagne                               | 240 m                             |                                                                          |
|          | Aruba (Reino dos Países Baixos)        | Monte Jamanota                                            | 188 m                             |                                                                          |
| 184      | Dinamarca                              | Møllehøj                                                  | 170,86 m                          |                                                                          |
|          | Macau (Rep. Pop. China)                | Coloane Alto                                              | 172 m                             |                                                                          |
| 185      | Singapura                              | Bukit Timah                                               | 166 m                             |                                                                          |
| 186      | Mónaco                                 | Chemin des Révoires                                       | 161 m                             |                                                                          |
|          | Jersey (Reino Unido)                   | Les Platons                                               | 143 m                             |                                                                          |
| 187      | Barém                                  | Jabal ad Dukhan                                           | 122 m                             |                                                                          |
|          | Guernsey (Reino Unido)                 | Le Moulin, Sark                                           | 114 m                             |                                                                          |
|          | Faixa de Gaza                          | Abu 'Awdah (Joz Abu 'Auda)                                | 105 m                             |                                                                          |
| 188      | Catar                                  | Qurayn Abu al Bawl                                        | 103 m                             |                                                                          |
| 189      | Quiribáti                              | local sem nome atribuído em Banaba                        | 81 m                              |                                                                          |
|          | Bermudas (Reino Unido)                 | Town Hill                                                 | 76 m                              |                                                                          |
| 190      | Vaticano                               | Colina do Vaticano                                        | 75 m                              |                                                                          |
|          | Niue (Nova Zelândia)                   | local sem nome atribuído perto de Mutalau                 | 68 m                              |                                                                          |
|          | Anguila' (Reino Unido)                 | Crocus Hill                                               | 65 m                              |                                                                          |
| 191      | Nauru                                  | Janor                                                     | 65 m                              |                                                                          |
| 192      | Bahamas                                | Alvernia, na Ilha Cat                                     | 63 m                              |                                                                          |
| 193      | Gâmbia                                 | local sem nome atribuído                                  | 53 m                              |                                                                          |
|          | Turcas e Caicos (Reino Unido)          | Blue Hills                                                | 49 m                              |                                                                          |
|          | Ilhas Caimão (Reino Unido)             | The Bluff                                                 | 43 m                              |                                                                          |
| 194      | Ilhas Marshall                         | local sem nome atribuído em Likiep                        | 10 m                              |                                                                          |
|          | Ilhas Cocos (Austrália)                | local sem nome atribuído                                  | 5 m                               |                                                                          |
|          | Toquelau (Nova Zelândia)               | local sem nome atribuído                                  | 5 m                               |                                                                          |
| 195      | Tuvalu                                 | local sem nome atribuído                                  | 5 m                               |                                                                          |
| 196      | Maldivas                               | local sem nome atribuído na Ilha Villingili, no Atol Addu | 2,4 m                             |                                                                          |

- Notas:

1. O território de Caxemira a sul e a oeste do K2 é administrado pelo Paquistão, mas reclamado pela Índia.
2. A localização do cume do Monte Branco na fronteira entre França e Itália ou apenas em França é polémica.
3. Israel anexou e administra as Colinas de Golã, incluindo parte do Monte Hermon, território não reconhecido internacionalmente como integrante de Israel.
4. O ponto mais elevado de Zâmbia, de acordo com dados referentes desse país na Wikipedia em inglês Geography of Zambia, constava-se nesta lista como sem denominação definida, contudo recentemente nomearam-no como Mafinga Central no altiplano Mafinga Hills ou Monte Mafinga, com 2.339 m, na fronteira com o Malawi, mais ao norte do ponto que em algumas referências mostravam ser o mais elevado no Planalto de Nyika, com 2.606 m, entretanto se foi comprovado por dados degeoreferenciamento que esse encontra-se já no interior do território malauiano e o que fica na fronteira entre os dois países, neste mesmo planalto, consta-se uma altitude de 2.200 metros.